# София Амалия фон Насау-Зиген
София Амалия фон Насау-Зиген (на немски: Sophie Amalievon Nassau-Siegen; * 10 януари 1650, дворец Виш, Терборг, Гелдерланд; † 25 ноември 1688, Митау, Курландия, Латвия) е графиня от Насау-Зиген и чрез женитба херцогиня на Курландия (1682 – 1688).

## Произход
Тя е дъщеря на граф Хайнрих фон Насау-Зиген (1611 – 1652) и съпругата му графиня Мария Магдалена Елизабет фон Лимбург-Щирум (1623 – 1707 Зиген), дъщеря на граф Георг Ернст фон Лимбург-Щирум и Магдалена фон Бентхайм. Сестра е на княз Вилхелм Мориц (1649 – 1691).

## Фамилия
София Амалия се омъжва на 25 октомври 1675 г. в Хага за принц Фридрих II Казимир Кетлер (1650 – 1698), от 1682 г. херцог на Курландия, син на херцог Якоб Кетлер и Луиза Шарлота фон Бранденбург. Те имат децата: 
- Йохан Фридрих (1682 – 1683)
- Мария Доротея Кетлер от Курландия (1684 – 1743), омъжена на 31 октомври 1703 г. в Кастело Шарлотенбург за маркграф Албрехт Фридрих фон Бранденбург-Швет (1672 – 1731)
- Елеонора Шарлота от Курландия (1686 – 1748), омъжена на 5 август 1714 г. в Байройт за херцог Ернст Фердинанд фон Брауншвайг-Волфенбютел-Беверн (1682 – 1746)
- Амалия Луиза от Курландия (1687 – 1750), омъжена на 13 април 1708 г. в Байройт в за принц Фридрих Вилхелм I Адолф фон Насау-Зиген (1680 – 1722)
- Христина София (1688 – 1694)

София Амалия умира на 25 ноември 1688 г. Нейният съпруг се жени на 29 април 1691 г. за маркграфиня Елизабет София фон Бранденбург (1674 -1748), дъщеря на курфюрст Фридрих Вилхелм фон Бранденбург.